# Hani

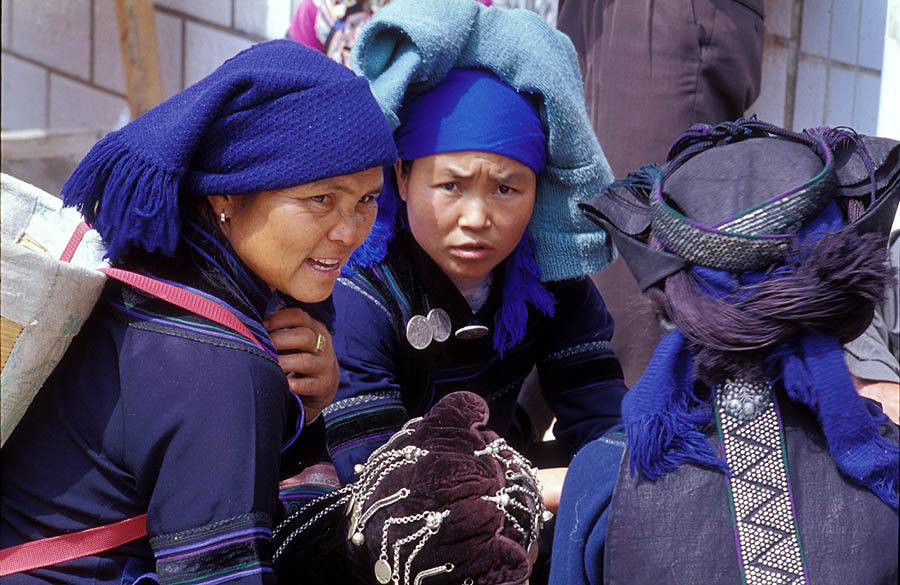
Hani in traditioneller Tracht

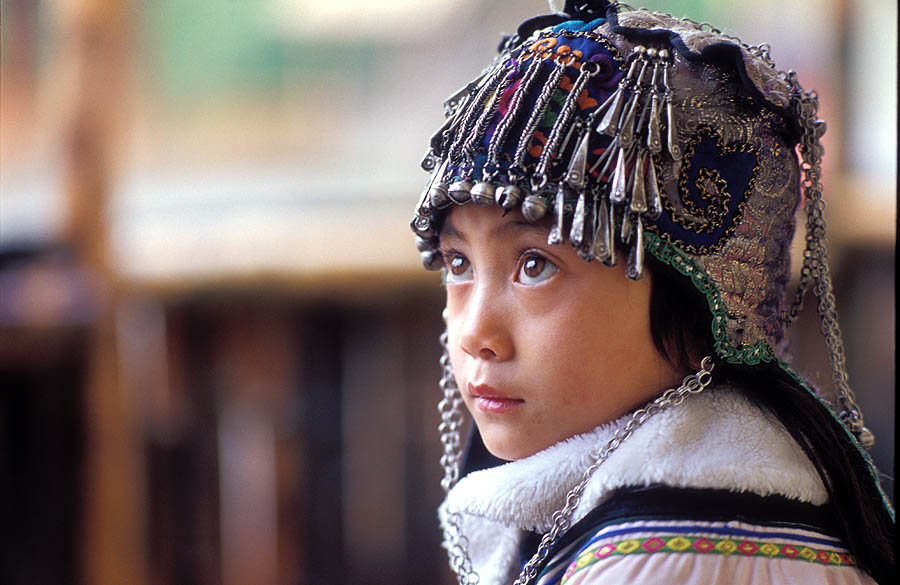
Typischer Kopfschmuck für Kinder der Hani

Die Hani (auch Akha; Eigenbezeichnung: Haqniq; chinesisch 哈尼族, Pinyin Hānízú) sind eine der 56 offiziell anerkannten Minderheiten der Volksrepublik China.
Nach der letzten Volkszählung im Jahr 2010 zählen sie 1.660.932 Menschen. Sie leben vor allem in Yunnan und Guizhou. Außerdem leben sie auch in Vietnam und Laos.

## Sprache
Die Sprache der Hani, Enu oder Ximoluo, gehört zur tibeto-birmanischen Sprachfamilie. Eine mit ihr entfernt verwandte Sprache ist die Sprache der Lahu.
Textprobe
| Hani | Deutsch |
| --- | --- |
| Aqsol liq yoqdeivq yoqpyuq bo, meeqyaovq ssolnei colpyuq qiq kov dei. Davqtavcolssaq neenyuq bel neema meeq ya siq, laongaoq meilnaol nadul meil e gaq ssol hhyul hha bavqduv nia. | Alle Menschen sind frei und gleich an Würde und Rechten geboren. Sie sind mit Vernunft und Gewissen begabt und sollen einander im Geist der Brüderlichkeit begegnen. |